# 天元 (北元)
天元（てんげん）は、中国・北元のトグス・テムルの治世で用いられた元号。1379年 - 1388年。
史書によって元年と末年には異説がある。

## 西暦・干支との対照表
| 天元 | 元年   | 2年    | 3年    | 4年    | 5年    | 6年    | 7年    | 8年    | 9年    | 10年   |
| 西暦 | 1379年 | 1380年 | 1381年 | 1382年 | 1383年 | 1384年 | 1385年 | 1386年 | 1387年 | 1388年 |
| 干支 | 己未   | 庚申   | 辛酉   | 壬戌   | 癸亥   | 甲子   | 乙丑   | 丙寅   | 丁卯   | 戊辰   |